# Hypopetalia pestilens
Hypopetalia
Genre
Espèce
Statut de conservation UICN

 LC  : Préoccupation mineure
Hypopetalia pestilens, unique représentant du genre Hypopetalia, est une espèce de libellules de la famille des Austropetaliidae (sous-ordre des Anisoptères, ordre des Odonates).

## Répartition
Cette libellule est endémique du centre du Chili. Elle se rencontre près des rivières et est menacée par la perte de son habitat.

## Description
Dans sa description de 1870, McLachlan indique que l'holotype de Hypopetalia pestilens mesure 80 mm et que son envergure est de 98 mm.

## Classification
Le genre Hypopetalia et l'espèce Hypopetalia pestilens ont été décrits en 1870 par l'entomologiste britannique Robert McLachlan (1837-1904),.

## Publication originale
- (en) R. McLachlan, « Descriptions of a new genus and four new species of Calopterygidae, and of a new genus and species of Gomphidae. », Transactions of the Royal Entomological Society of London, Royal Entomological Society, vol. 18, no 2,‎ 1870, p. 165–172 (ISSN 0035-8894 et 2056-5259, OCLC 1125695995, DOI 10.1111/J.1365-2311.1870.TB01871.X, lire en ligne).